# 札差
札差（ふださし）是江户时代中介买卖旗本，御家人等武士从幕府所领俸米的人。这些人在浅草的藏前（藏在日语发音意义都是仓库）设店、不但在俸米买卖中赚取差价、还提供用俸米作为担保的高利贷获利。札差的「札」本来是俸米发放的时候排队用的牌子。
当时把经常出入演剧场和吉原等声色场所的一掷千金的人称为「通人」，最有名的「十八大通（じゅうはちだいつう）」大多数是札差。

## 关联项目
- 弃捐令